# Aero Ae 03
L'Aero Ae 03 est un prototype de monoplan monoplace de reconnaissance photographique tchèque.
Mis en chantier en 1920 pour répondre à une demande de l’aviation tchèque, il devait recevoir un moteur Hispano-Suiza 8Aa de 180 ch avec compresseur Rateau. En 1921 il devint évident que l’appareil, de conception originale, ne pouvait répondre à la fiche-programme. Il était en particulier beaucoup trop lourd. Considérant l’impossibilité d’améliorer le prototype, Aero préféra en abandonner la construction avant l’achèvement du prototype.